# La Marcha de la Humanidad
La marcha de la humanidad en la tierra y hacia el cosmos es un mural pintado por el artista mexicano David Alfaro Siqueiros el cual cubre el «Foro Universal» del Polyforum Cultural Siqueiros. Este mural es, por su gran tamaño, el más grande pintado en toda la historia. Fue encargado por Manuel Suárez y Suarez, el cual se desentendió del costo que significaba una obra de tales proporciones y fue Antonio Ortiz Mena, entonces secretario de Hacienda, quien le proporcionó a Siqueiros el metal y el hierro para la ejecución de la esculto-pintura.

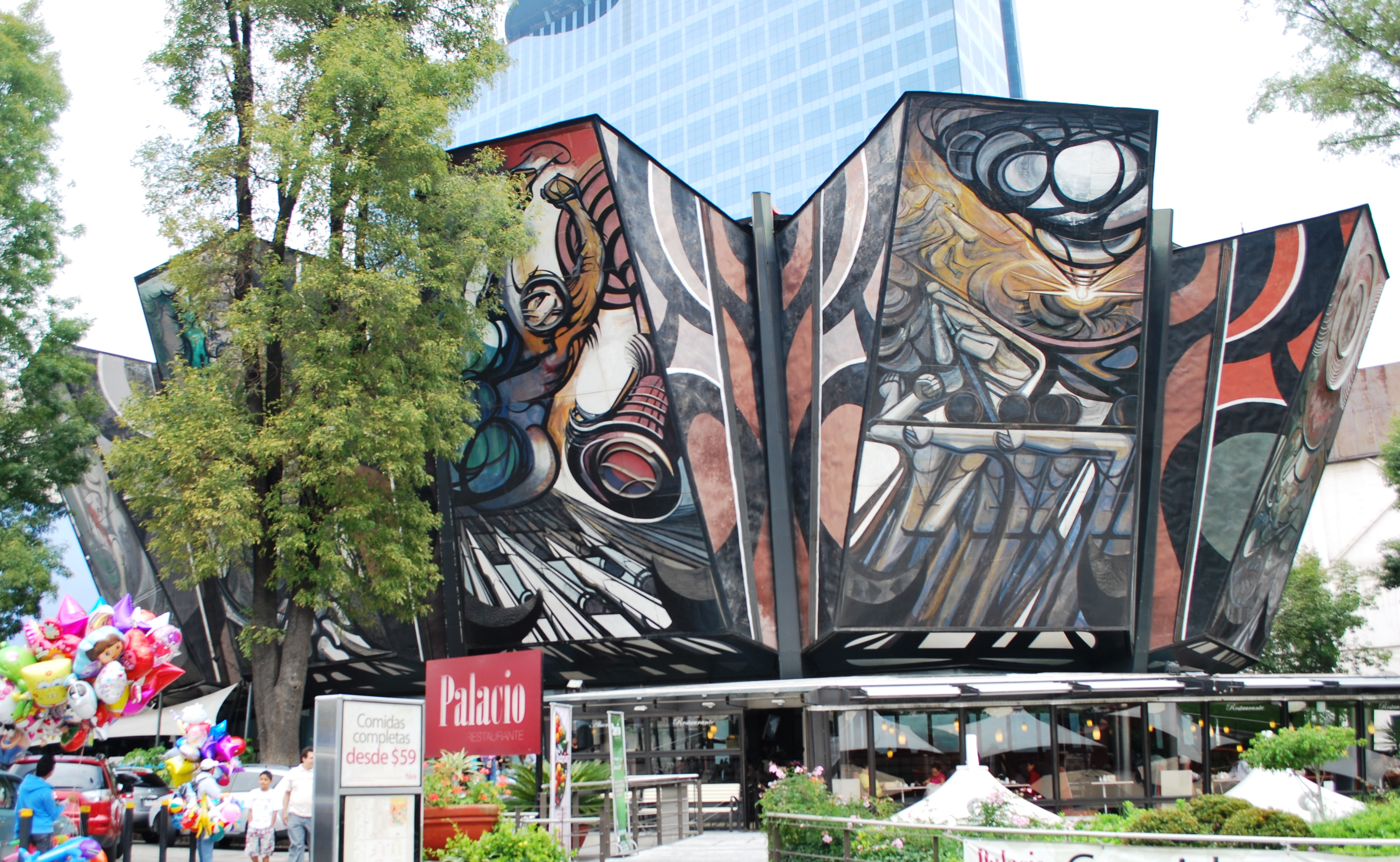

## Descripción del Foro
La planta del Foro es la de un octágono irregular.
El mural cubre todas las caras, excepto el piso, en donde se localiza una plataforma giratoria de 24 metros de diámetro, la cual se usa para un espectáculo de luces y sonido narrado por una grabación del propio Siqueiros.

## Técnica pictórica
El mural está pintado con pintura acrílica y aerógrafo. En esta obra, Siqueiros también realiza diversas esculturas de lámina las cuales pinta e incorpora al mural. Estas esculturas son llamadas «Escultopinturas».
Son estas figuras las de mayor importancia y las que más resaltan en la obra, dado que su combinación de colores da efectos de luz y sombra.
Aprovechando la plataforma giratoria, Siqueiros demuestra su teoría de poliangularidad, donde el objeto puede parecer cobrar movimiento desde cualquier punto de vista.

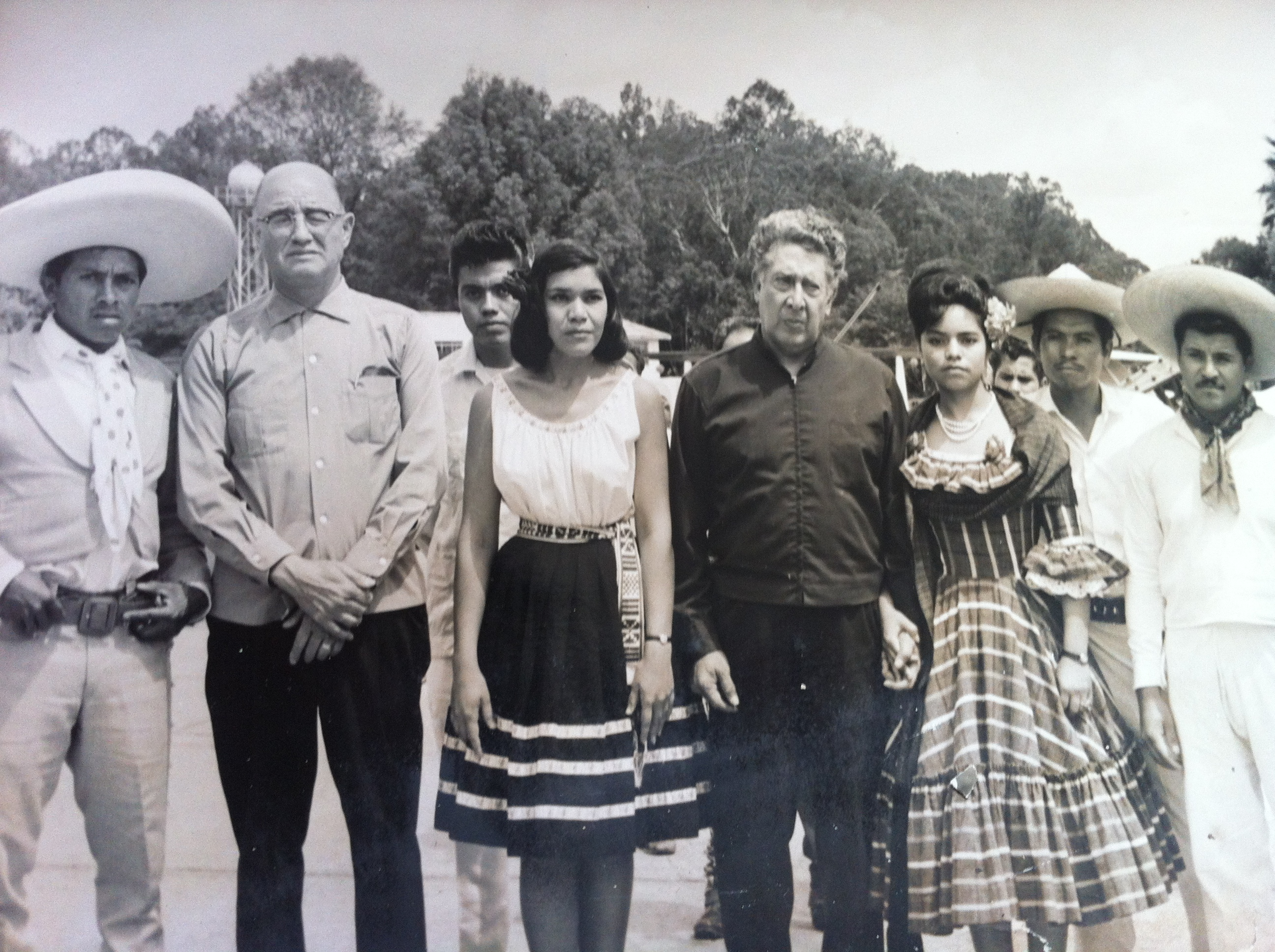

Como siempre en sus obras, Siqueiros realiza sus figuras con líneas geométricas y muy esquemáticas, negras y de gran grosor, así como con sus caras, de trazo muy sintetizado y colores planos.
Es en la bóveda, donde sus figuras parecen ser más sencillas dado que ahí no hay escultopinturas de figuras humanas.

## Descripción de la obra
El mural puede dividirse en siete paneles, cada uno con distintas composiciones y alegorías que realiza Siqueiros. Estas alegorías son solamente escultopinturas.
- El primer panel se compone por una sola composición: El hombre, muy parecido al panel de la mujer y ubicado exactamente frente a ella.

Sus rasgos toscos lo diferencian de la mujer, y sus manos, que se apuntan hacia abajo significa que el hombre da. 
- El segundo panel muestra tres composiciones:

1. La erupción de un volcán. De forma un poco abstracta, Siqueiros representa un volcán en el momento del auge de su explosión. Simboliza el inicio de un acontecimiento de grandes dimensiones que arrasará todo a su paso: es el inicio de la marcha.
2. El nahual. Según la leyenda, el nahual era un ser legendario mitad animal mitad hombre que atacaba a las mujeres para robar sus pertenencias. Este ser hace alusión a lo que algún día fue el imperialismo, el cual se dedicaba a hacer algo muy similar.

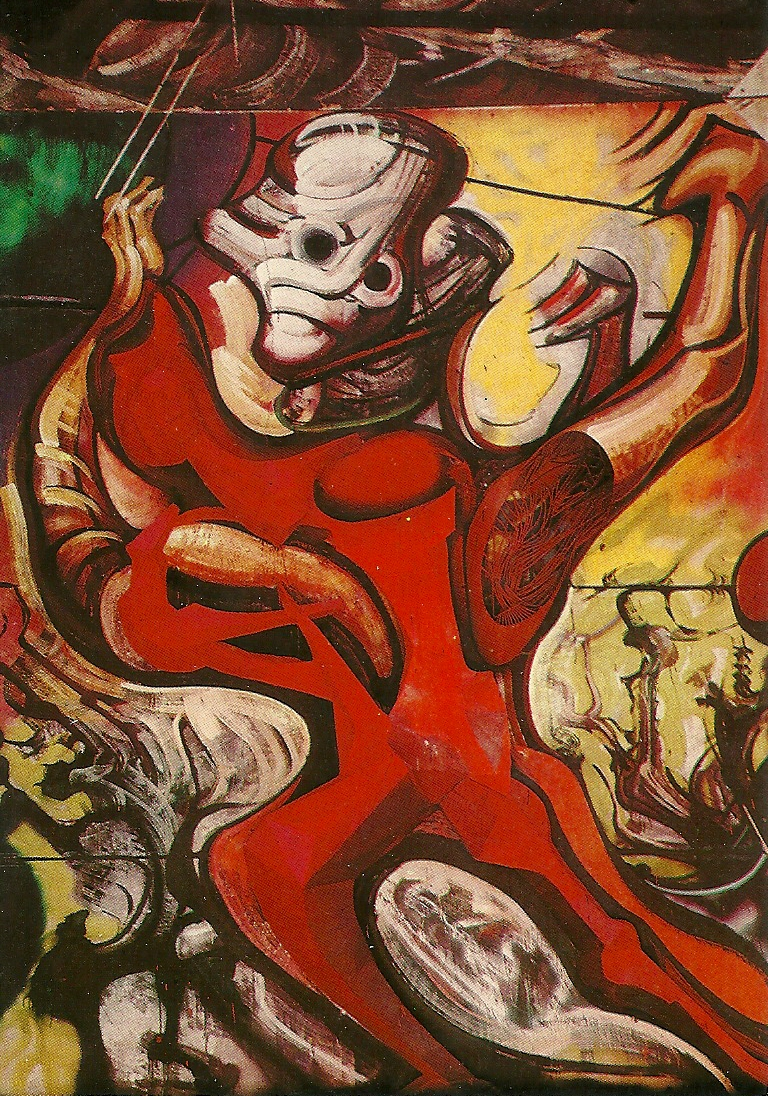
foto de La Marcha de la Humanidad

1. El árbol del veneno. Plantado en medio del desierto, surge este árbol el cual se dedica a anular la confianza en la lucha y sembrar desesperanza en la contienda. Un hombre desesperado intenta deshacerse de él cortándolo para evitar que se propague su veneno y desilusione la lucha. Es el primer obstáculo que se presenta en la marcha.

- El tercer panel muestra otras tres composiciones:

1. El árbol del amate. En contraste con el árbol del veneno surge el árbol del amate el cual en realidad no florece, a excepción de este mural, donde da frutos los cuales son los líderes que surgen para iniciar y guiar la marcha. Es el símbolo de la esperanza.
2. La nueva líder. Una mujer nace de un volcán apagado. La figura femenina ha dejado de ser opacada por la del hombre y ahora ha sido encomendada a guiar la marcha desde este punto.
3. El árbol recién germinado. Un árbol marca el inicio de una nueva etapa de progreso. Surge de inmediato y marca una era distinta.

- El cuarto panel tiene una composición titulada: La mujer. Cubierta entre trazos geométricos y esquemáticos, muestra sus manos hacia arriba ofreciéndonos paz, armonía y cultura para intentar crear una sociedad más humana.

Esta obra se basa en un lienzo de Siqueiros titulado «Nuestra imagen actual», el cual se encuentra en el Museo de Arte Moderno en México.
- El quinto panel se compone de ocho composiciones distintas, es el más complejo:

1. El hombre primitivo. Es simbolizado por algunos hombres desnudos. Estos parecen no tener idea de quiénes son ni a donde van y simplemente caminan como autómatas siguiendo a la multitud. Van hasta atrás de la marcha. Es un grupo que ya ha sido olvidado pero sigue presente sin desaparecer.
2. El esclavismo. Representado por 2 niños y algunos hombres y mujeres, simboliza el trabajo sin paga, el cual es la base económica. Esta etapa de desarrollo es oscura por la gran miseria que la humanidad vive.
3. La mujer proletaria embarazada. Entre toda una multitud, una mujer embarazada carga a sus hijo. Esta mujer que proyecta la desesperanza, pobreza y marginación, es el retrato de la mujer de Latinoamérica. Su pobre estado es resultado de una condena impuesta por los hombres ricos que ignoran la situación del pueblo, como en el caso de esta mujer, la cual seguramente tiene una esperanza de vida muy baja.
4. El hombre encorvado. Este hombre es el mejor ejemplo de una vida miserable. Trabaja intensamente cargando haces de leña a cambio de un sueldo malpagado, lo cual le provoca un envejecimiento prematuro. Es una víctima de un sistema económico injusto y sufre hambre, enfermedad y pobreza.
5. La marcha de las madres. Tres mujeres con sus hijos caminan en dirección a la liberación. Las tres mujeres cubren a sus hijos, protegiéndolos para que crezcan y sean el futuro y la promesa del destino.
6. El mestizaje. Es la alegoría más abstracta. Es la unión de 2 personas de distintas razas de las cuales nacerá un hombre de raza y sangre más fuerte que las demás.
7. El negro linchado. Un esclavo de color es torturado cruelmente. Simboliza la esclavitud de los negros en América los cuales, habían iniciado a rebelarse y por ello eran exterminados. La escena es cruel.
8. Los pimas y los yaquis. Debido a los acontecimientos ocurridos en la Revolución Mexicana, Siqueiros incluyó esta composición de los grupos étnicos que se revelaron ante la esclavitud y la colonización de sus pueblos. Estos pueblos son simbolizados por diversas personas que siguen la marcha de una manera activa y segura.

- El sexto panel se compone de solo tres composiciones pero de gran tamaño:

1. El payaso. Es un falso líder que se dedica a engañar al pueblo para buscar el poder e intentar mantenerse en él. Muchos lo ven como a un héroe y lo siguen sin saber que el destino que toman los llevará a la perdición. Este falso líder es representado como un payaso de traje rojo, pues se gana al pueblo gracias a sus mentiras y jamás será odiado.
2. El líder. En contraparte con el payaso y justo debajo de este, se presenta un líder el cual dirige a algunos de los suyos al verdadero camino. Señala el camino a seguir y uno de ellos celebra la sabia decisión levantando los brazos, seguro del triunfo. El líder no destaca, es igual que todos, solamente es su espíritu emprendedor el que lo hace destacar. El fin de la marcha está cerca.
3. Hombres, mujeres y niños. Un grupo de personas de distintas edades y sexos celebran el triunfo de la marcha. Este tema hace alusión a lo que fue el final de la Revolución Mexicana. Todos estos personajes denotan felicidad y triunfo en sus miradas.

- Finalmente, se encuentra la bóveda del foro, la cual está igualmente decorada, excepto que esta vez no incluye «Escultopinturas».

A primera vista se pueden ver unas líneas simétricas de gran tamaño que unen la composición del hombre con la de la mujer, como si fuesen ambos polos. Unifican todo.
Aquí se encuentran 3 pequeñas composiciones distintas:
1. Los astronautas. Ubicados en la bóveda como si fuese el cosmos, estos astronautas observan la marcha desde el cielo. Su cohete parece avanzar hacia el espacio. Esta composición fue ideada después de la hazaña humana realizada en 1969 cuando el hombre pisó la Luna por vez primera. Tal parece que se avecina una etapa de un gran auge tecnológico y de paz.
2. La estrella roja. Es el símbolo del socialismo, se oculta del vuelo del águila, símbolo del capitalismo.
3. El águila. Símbolo del poderío capitalista, una figura de poder que muchos hombres intentan alcanzar.